# Celestynów, Distrito de Opoczno
Celestynów [t͡sɛlɛsˈtɨnuf] es un pueblo ubicado en el distrito administrativo de Gmina Sławno, dentro del Distrito de Opoczno, Voivodato de Łódź, en Polonia central. Se encuentra aproximadamente a 7 kilómetros al noroeste de Sławno, a 15 kilómetros al oeste de Opoczno, y a 58 kilómetros al sureste de la capital regional Lodz.